# Rosalia Nghidinwa
Rosalia Annette Nghidinwa (26 tháng 10 năm 1952 – 15 tháng 1 năm 2018) là một nữ chính khách người Namibia. Sinh ra ở Nkurenkuru, Kavango, Nghidinwa là thành viên của Tổ chức Nhân dân Tây Nam Phi, Nghidinwa cũng là thành viên của nội các Namibia làm Thứ trưởng Bộ Lao động từ năm 2000 đến 2005, Bộ trưởng Bộ Di trú và Nội vụ Namibia từ năm 2005 đến năm 2012 và Bộ trưởng bình đẳng giới và phúc lợi trẻ em của quốc gia này kể từ tháng 12 năm 2012.
Bà là thành viên của Quốc hội Namibia từ năm 2000. Năm 2010, bà được bầu lại vào Quốc hội và tái bổ nhiệm làm Bộ trưởng Bộ Di trú và Nội vụ. Các vấn đề dai dẳng liên quan đến gian lận và quản lý kém trong Bộ này đã dẫn đến việc bổ nhiệm Ngarikutuke Tjiriange làm cố vấn đặc biệt cho Bộ trưởng để mang lại sự cải thiện toàn diện tại Bộ này.

## Giáo hội Tin Lành Lutheran ở Namibia
Là một người dân bản địa vùng Okavango, Nghidinwa lần đầu tiên gia nhập SWAPO vào năm 1974 ở tuổi 22. Là một nhân viên y tế có chuyên môn, Nghidinwa đã điều hành một số trung tâm y tế cộng đồng trong Vùng Okavango cho Giáo hội Tin Lành Lutheran ở Namibia (ELCIN). Bà đại diện cho ELCIN tại Hội nghị Thế giới Lutheran năm 1987 và phục vụ trong hội đồng quản trị của Giáo hội từ năm 1991 đến năm 1996.